# James Costos

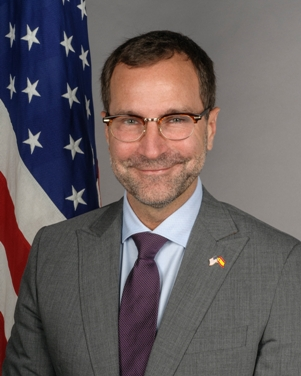
James Costos

James Costos (* 1963 in Lowell, Massachusetts) ist ein US-amerikanischer Diplomat.

## Leben
Costos studierte bis 1985 an der University of Massachusetts Lowell Politikwissenschaften. Er war bei den US-amerikanischen Konzernen Home Box Office und Tod’s beschäftigt. Vom 24. September 2013 bis 20. Januar 2017 war Costos als Nachfolger von Alan Solomont Botschafter der Vereinigten Staaten in Spanien und vom 4. April 2014 bis 20. Januar 2017 Botschafter der Vereinigten Staaten in Andorra. Costos ist mit Michael Smith verheiratet und wohnt mit ihm in Palm Springs, Florida.